# خلاوي الغبش
خلاوي الغُبُشْ هي مجموعة مدارس قرآنية، مفردها خلوة، وتتبع لمسجد الغبش الواقع غرب مدينة بربر بولاية نهر النيل بالسودان، وقد تأسس منذ حوالي خمسة قرون بواسطة الشيخ عبد الله ابن محمد عبد الماجد المدفون والده محمد في جزيرة تنقسي بالولاية الشمالية بالسودان والشهير بكندِمَر، أي السكين القاطعة، بلغة أهل دنقلا.

## مؤسس الخلاوي
هاجر الشيخ عبد الله إلى بلاد الشايقية بالسودان حيث قرأ القران وجوّده على أولاد جابر وقرأ مختصر خليل في دنقلا العجوز على يد الشيخ محمد عيسى سوار الدهب ابن خالته وتوسع في دراسة الفقه المالكي. عُرف الشيخ عبد الله منذ صغره بالصلاح والتقوى و لُقّب بالاغبش لاكثاره من الوضوء و( الأغبش في اللهجة السودانية يطلق على لون البشرة الباهت بسبب كثرة غسلها بالماء خاصة في الطقس البارد أو بسبب الغبار )، وقد أطلق عليه هذه الصفة والي الأرباب إدريس زعيم المنطقة عندما رآه يصلّي صلاة الكسوف. وقد أسس الشيخ عبد الله مسجده العتيق وخلوتيه (الحلنقية والعربية) في القرن العاشر الهجري.عمّر الشيخ عبد الله ما يقرب من المائة والثلاثين عاماً وتوفى عام في 1070 هـ. وخلفه من الأبناء أحمد والذي تحرّف اسمه إلى حمد ثم عبد الجبار والشكاك وموسى المدفون بجواره في مقابر الغبش.

## الطلبة والدارسون
أصبح المسجد وخلواتُه قبلةً لطلاب العلم والقرآن الكريم من مناطق الفونج (دولة سنار) المختلفة وبلاد إرتريا، حتّى بلغ عدد طلبة القرآن الكريم في تلك الخلاوي ألف طالب. 
امتدت تُقّابة الغبش (والتقابة هي النار التي كان يتم اشعالها في الليل حتى يمكن للدارسين الجلوس حولها واستخدامها في الإضاءة لقراءة ألواح القرآن) إلى مناطق كثيرة في مديرية بربر ومناطق الدامر والكبوشاب،وقد أسس الشيخ عبد الله الداخليات لاستيعابهم ، ومزروب الحفظة خير شاهد على كثرة حفظة القرآن الذين تخرجوا من هذا المكان، حيث كان يتعيّن على كل دارس أن يضع حجراً في دائرة تعرف بالمزروب بباحة المسجد عند إتمامه حفظ القرآن.
وبرز عدد كبير من تلاميذ الغبش في الحقب التاريخية المختلفة من أمثال الشيخ فحل والدنفاسي ومحمد عبد الرحمن الأغبش وغيرهم وفيما بعد الشيخ محمد الخير معلم محمد أحمد المهدي قائد ثورة المهدية بالسودان والشيخ النذير خالد والشيخ أبو القاسم أحمد هاشم وبرز الفكي (الفقيه) الأمين محمد خوجلي الخليفة التاسع حامل القرآن الكريم.

## مؤلفات طلبة خلاوي الغبش
وقد ألف عددٌ من أبناء الغبش وتلاميذُهم عدداً من المؤلفات في علم التجويد وشرحه مثل (سلم المريد في علم التجويد) و(منظومة الدنفاسي) و(مصباح الدجى) و(عمدة البيان) الموجودة صورة منه بدار الوثائق القومية.

## الخلاوي في عهد الدولة المهدية
نال الشيخ محمد الخير عالم الغبش إبان الثورة المهدية حظوة من تلميذه السابق الإمام محمد أحمد المهدي إذ تولى الشيخ محمد الخير قيادة معركة بربر وعرقل سير الحملة العسكرية البريطانية التي أُرسلت لإنقاذ حاكم عام السودان غوردون المحاصر في الخرطوم. وبعد انتصار الثورة المهدية أصبح الشيخ محمد الخير عاملاً على مديريتي بربر ودنقلا بالسودان، وتوفي في دنقلا عام 1307 هـ.

## طريقة اختيار الخليفة للخلاوي
يتم اختيار خليفة الغبش باستشارة الأهل وموافقتهم. الخليفة الحالي هو الشيخ محمد التجاني عبد الماجد وقد تولى الخلافة يوم الأثنين 13 رجب 1406 هـ الموافق 24 مارس / آذار 1986 م.

مخطط المسجد
مصحف الشيخ عبد الماجد بن أحمد